# Phobetus mojavus
Phobetus mojavus är en skalbaggsart som beskrevs av Barrett 1933. Phobetus mojavus ingår i släktet Phobetus och familjen Melolonthidae. Inga underarter finns listade i Catalogue of Life.